# Osobenus yakimae
Osobenus yakimae is een steenvlieg uit de familie Perlodidae. De wetenschappelijke naam van de soort is voor het eerst geldig gepubliceerd in 1938 door Hoppe.
De soort komt voor in het westen van Noord-Amerika.